# Felony (Band)
Felony ist eine Schweizer Symphonic-Metal-Band aus dem Kanton Aargau.

## Geschichte
Die Band wurde Anfang der 1990er Jahre gegründet. 1992 wurde das erste Konzert unter dem Namen „Felony“ gespielt. Anfangs gab es viele personelle Wechsel.
Anfang 1995 bestand die Band nur noch aus den Gründungsmitgliedern Markus Geiger (Keyboard, E-Gitarre) und Thomas Brogli (E-Bass). Sie holten den Sänger Matthias Stöckli in die Band, welcher seinerseits den Schlagzeuger Björn Rindlisbacher und den Gitarristen Urs Fischer mitbrachte. Ab 1996 gab diese Formation regelmässig Konzerte. Die Band setzte als Kontrast bei einigen Songs eine weibliche Leadstimme ein, verpflichtete dafür Andrea Richner und nahm eine CD auf. Diese blieb eine Demoaufnahme und wurde nicht veröffentlicht. Für Live-Auftritte engagierte die Band die Sängerin Vera Ziswyler. Im August 1998 wurde das letzte Konzert in dieser Besetzung gespielt; dann verließen Stöckli und Rindlisbacher die Band und wenig später auch Vera Ziswyler.
Silvio Bärtschi wurde neuer Schlagzeuger. Die Sänger/Sängerinnen-Suche gestaltete sich sehr schwierig. Während dieser fünf Jahre war es, trotz intensiven Bemühungen, nicht möglich, eine geeignete Nachfolge zu finden. Es gab einige wenige Instrumentalkonzerte; ansonsten existierte die Band nur im Übungsraum.
Mit Andreas Wildi konnte schliesslich 2004 ein neuer Sänger verpflichtet werden. Bärtschi stieg aus der Band aus; Rindlisbacher kehrte zu ihr zurück. Andrea Richner wurde erneut als Sängerin engagiert. Mit dem Produzenten Sascha Paeth produzierte die Band eine CD mit dem Namen First Works; diese wurde 2005 schweizweit veröffentlicht. Die Band bekam beim Plattenlabel Escape Music einen Plattenvertrag; im Herbst 2006 wurde First Works mit zwei zusätzlichen Bonustracks europaweit veröffentlicht.
Im Sommer 2007 verließen beide Sänger die Band. Simone Christinat wurde neue Sängerin, der männliche Part blieb unbesetzt. Ende 2008 wechselte Christinat zur Schweizer Band Legenda Aurea.

## Diskografie
- 1997: Cyberspace (Demo)
- 2005: First Works (Album)